# Breaking the Taboo
Breaking the Taboo és el 20è àlbum del grup de música heavy metal Loudness, publicat el 2006.

## Cançons
1. Breaking The Taboo
2. Brutal Torture
3. Sick World
4. Don't Spam Me
5. Damnation
6. The Love of my Life
7. A Moment Of Revelation
8. Dynamite
9. Risk Taker
10. I Wish
11. Diving Into Darkness
12. Without You

## Formació
- Minoru Niihara - Veus
- Akira Takasaki - Guitarra
- Masayoshi Yamashita - baix
- Munetaka Higuchi - bateria